# Korkmussling
Korkmussling (Daedalea quercina) är en svampart som först beskrevs av L., och fick sitt nu gällande namn av Christiaan Hendrik Persoon 1801. Korkmussling ingår i släktet Daedalea och familjen Fomitopsidaceae.  Arten är reproducerande i Sverige. Inga underarter finns listade i Catalogue of Life.

## Källor

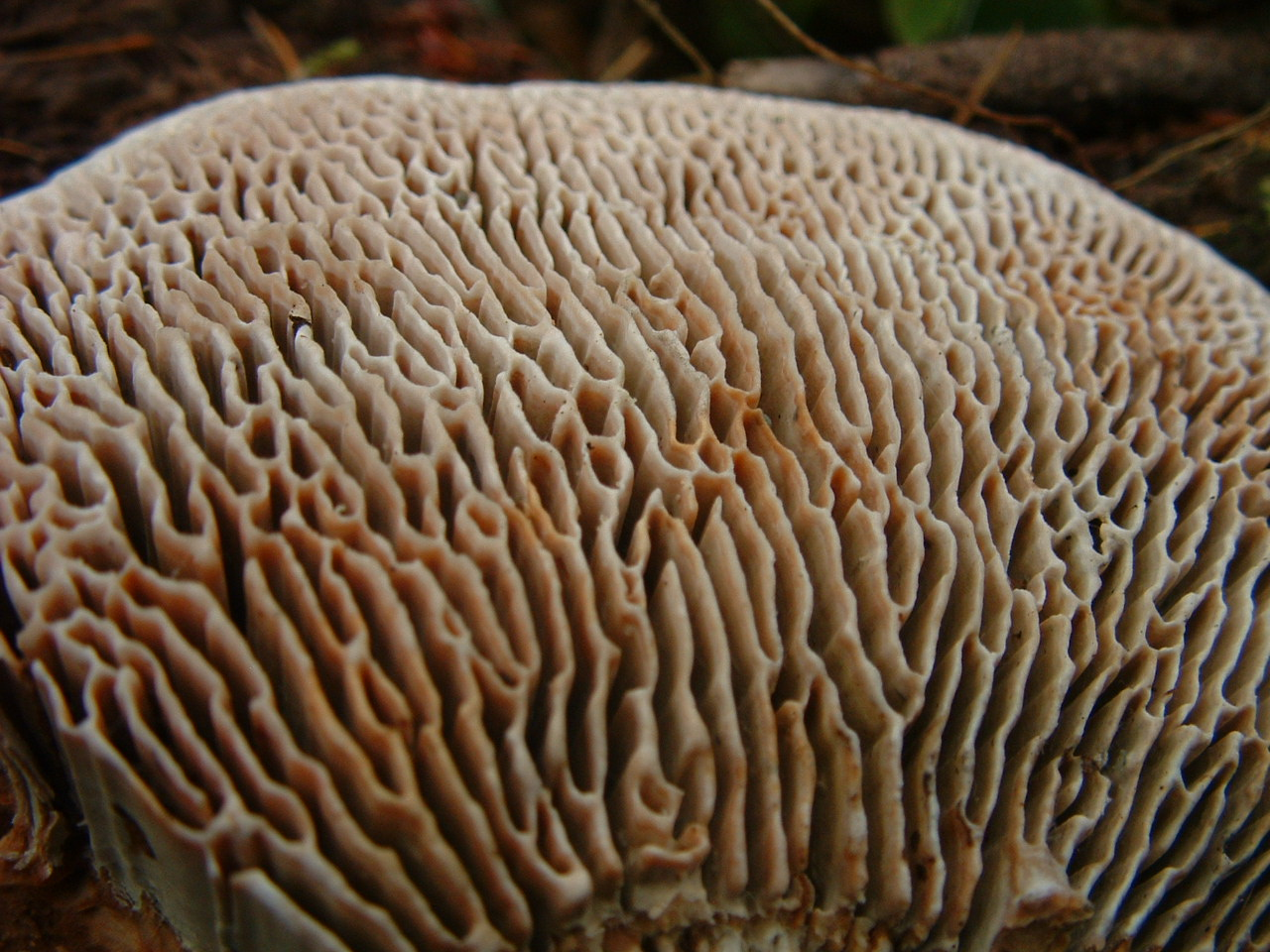
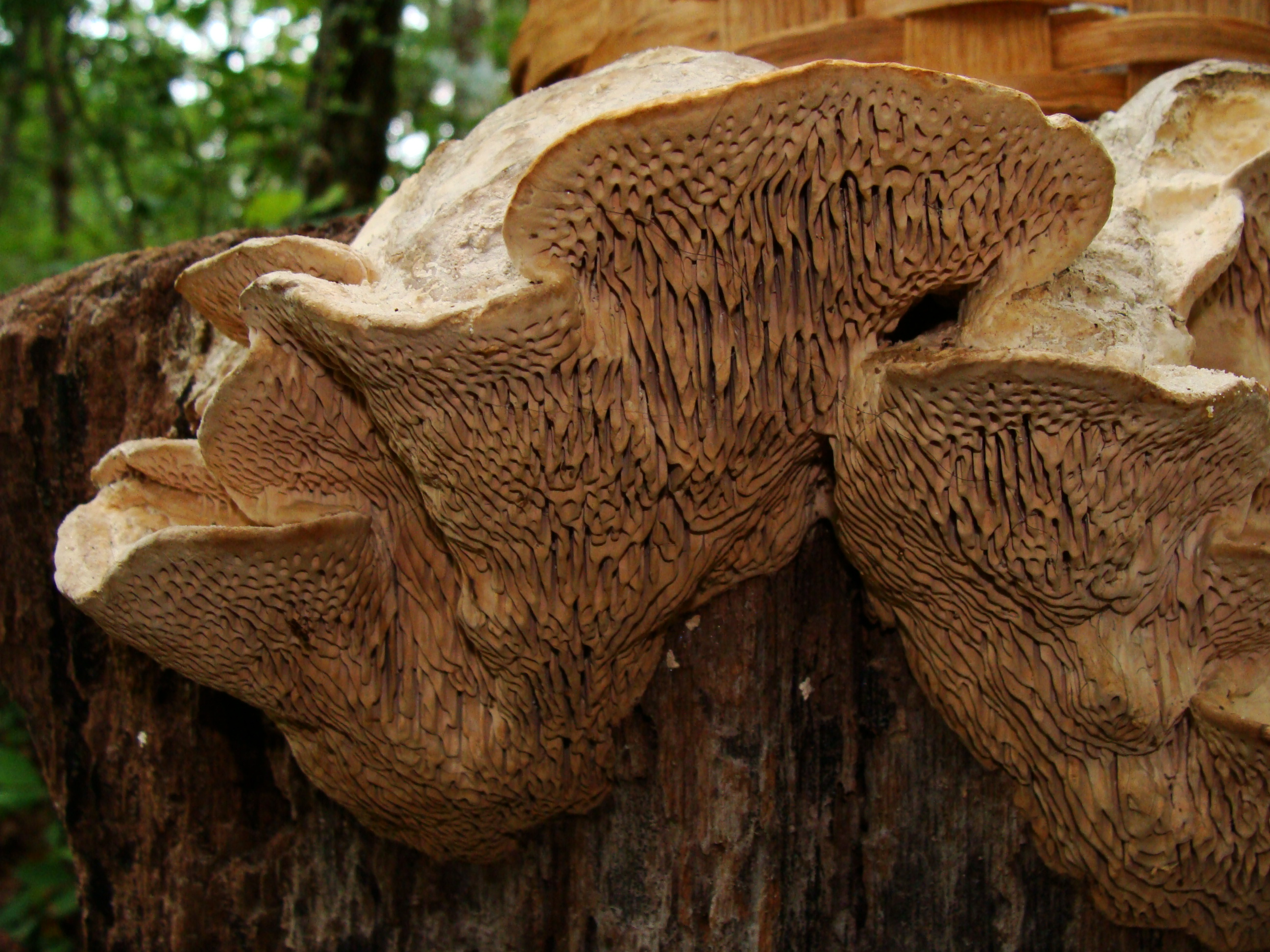
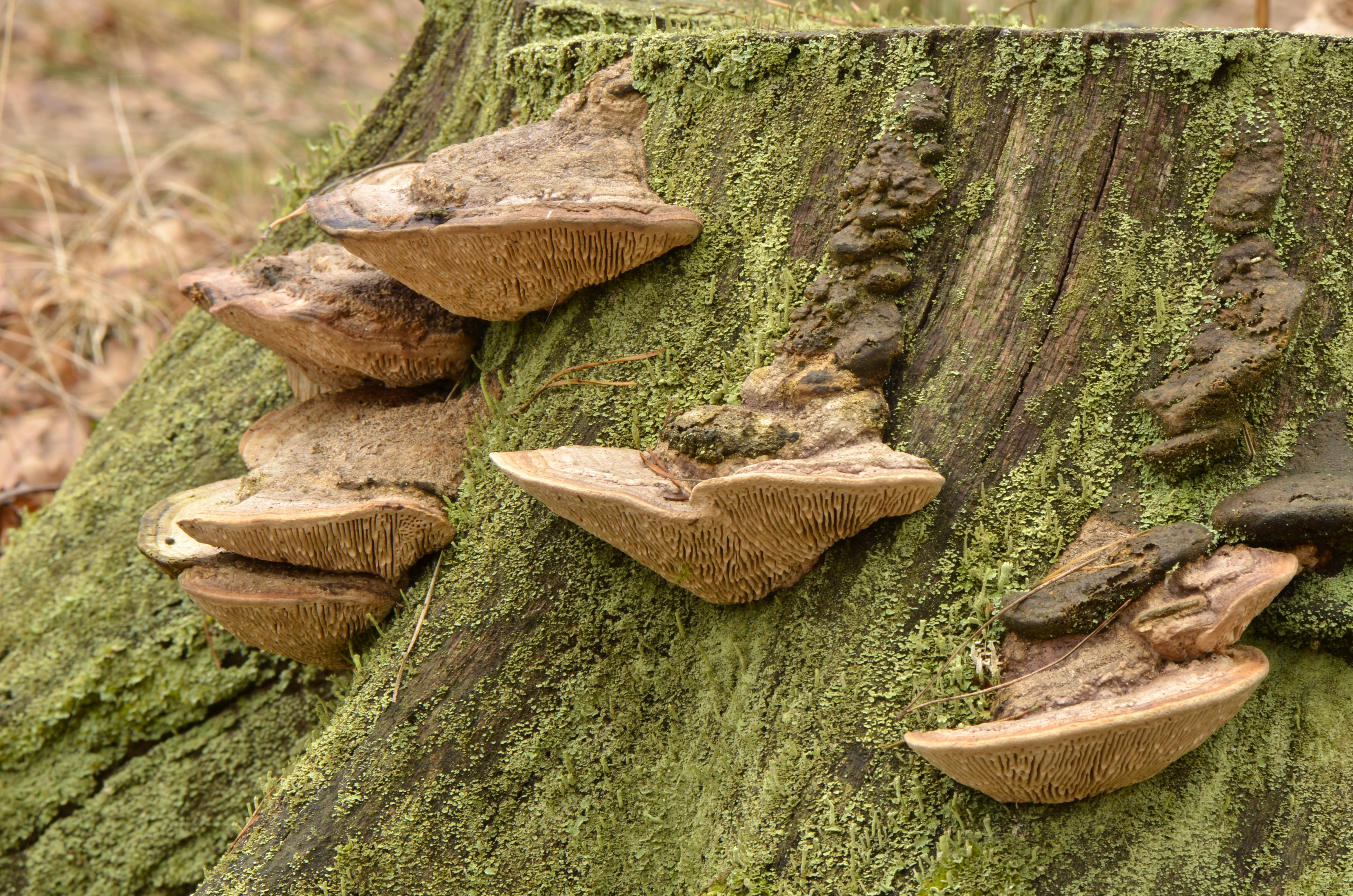
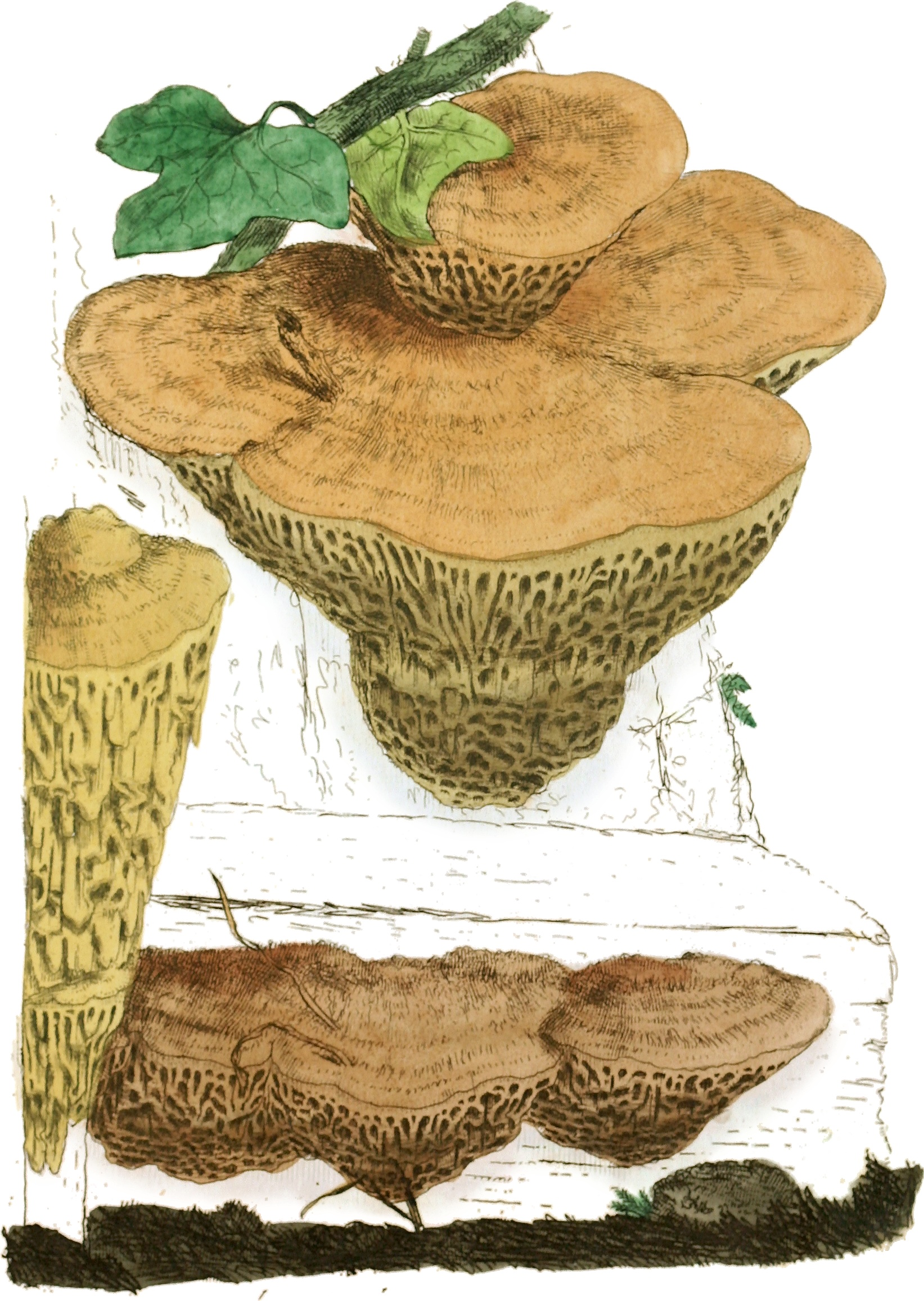
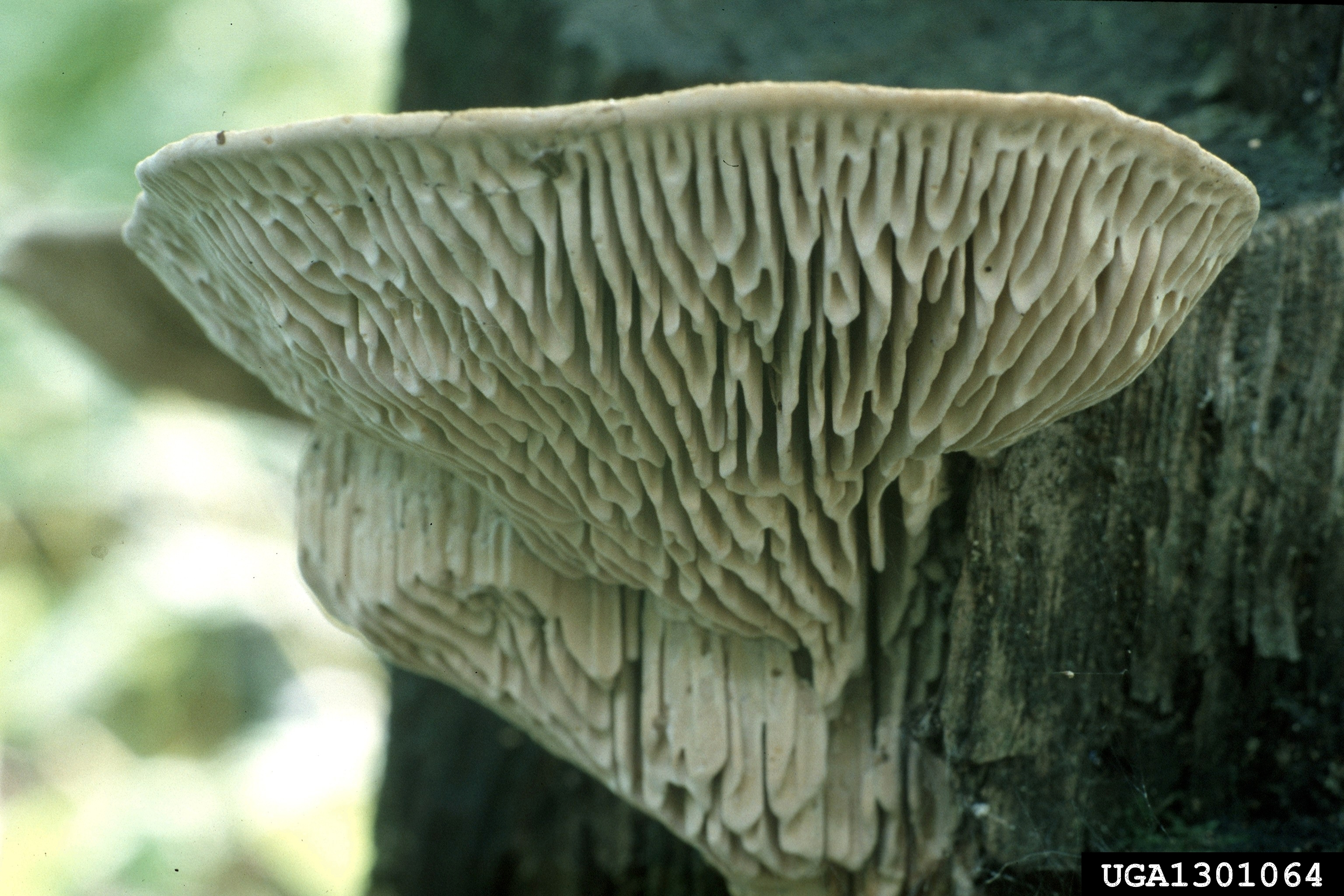
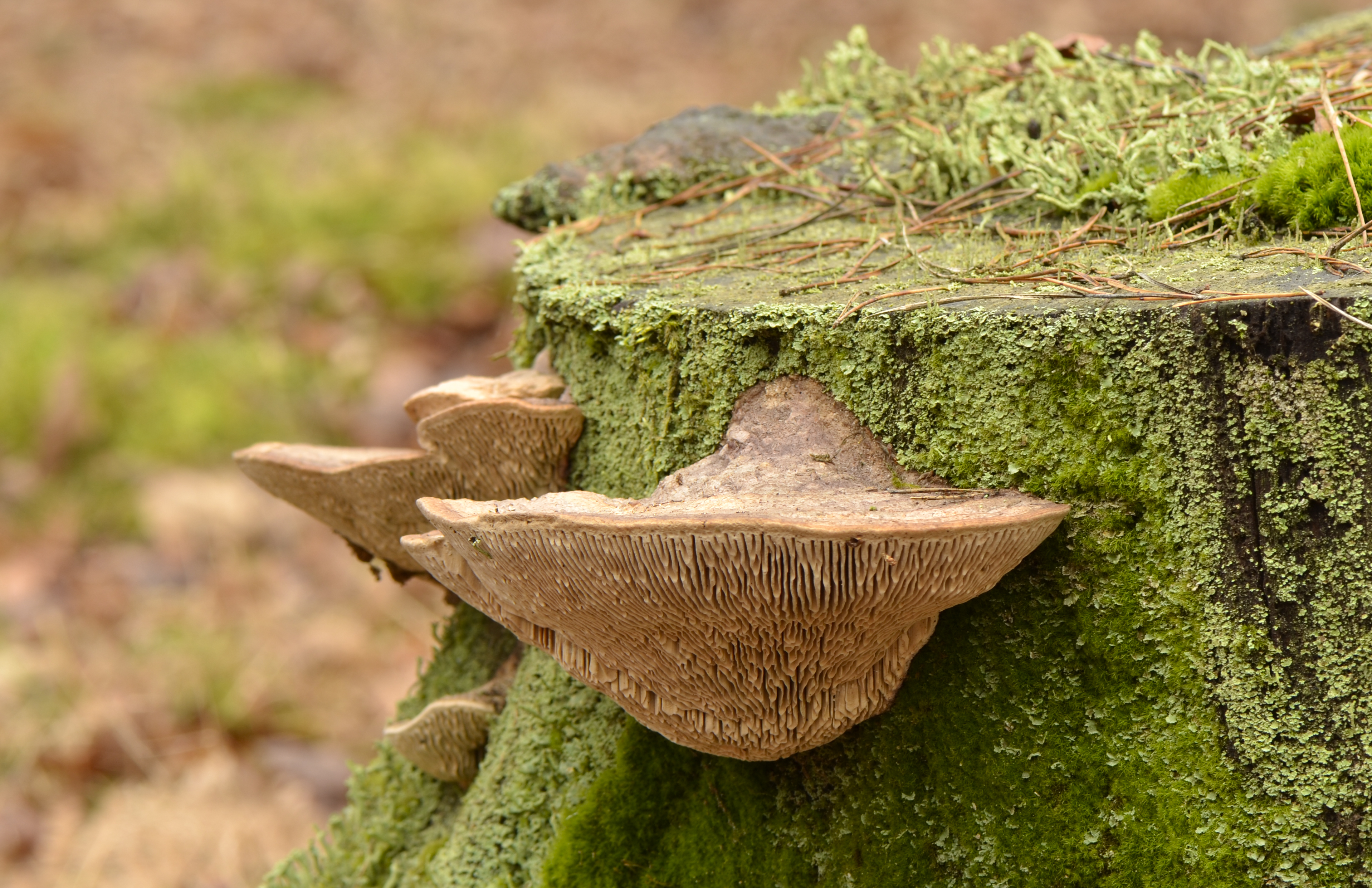
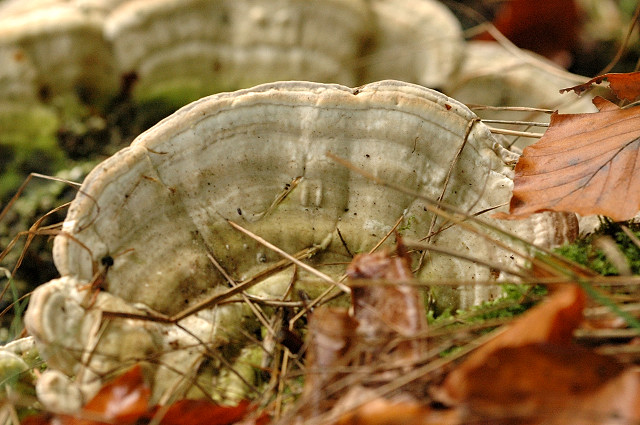
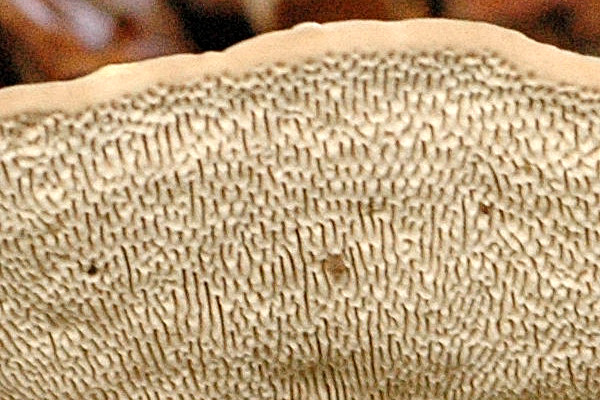